# Campeonato de Australasia 1919
Lista de los campeones del Abierto de Australia de 1919:

## Individual masculino
Algernon Kingscote (GBR) d. Eric Pockley (AUS),  6–4, 6–0, 6–3

## Dobles masculino
Pat O'Hara Wood/Ronald Thomas (AUS)
| Predecesor: 1915                                       | Abierto de Australia 1919 | Sucesor: 1920                         |
| Predecesor: Campeonato nacional de Estados Unidos 1918 | Grand Slam 1919           | Sucesor: Campeonato de Wimbledon 1919 |

- Datos: Q430811